# Projecte Genoma Humà
El Projecte Genoma Humà (PGH) (Human Genome Project -HGP- en anglès) fou un esforç internacional de recerca per determinar la seqüència del genoma humà i identificar-ne els gens que conté. El Projecte, promogut i coordinat per dues agències governamentals dels Estats Units, va comptar amb contribucions des de diverses universitats estatunidenques i altres institucions públiques del Regne Unit, França, Alemanya, Japó i la Xina, que constituïren el Consorci International de la Seqüenciació del Genoma Humà (International Human Genome Sequencing Consortium -IHGSC- en anglès). El PGH s'inicià formalment el 1990 i es va completar el 2003, dos anys abans del previst. Tècnicament consistia en determinar les posicions relatives dels nucleòtids (o parells de bases) de l'ADN humà i identificar els gens que hi són presents.

## Antecedents
Després del desenvolupament i ús de la bomba atòmica, el Congrés dels Estats Units va encarregar a les agències predecessores del Departament d'Energia (DOE), la Comissió de l'Energia Atòmica i l'Administració de Recerca i Desenvolupament Energètic, que estudiessin l'estructura, la reproducció, els danys i la reparació del genoma així com les conseqüències de les mutacions genètiques, especialment les causades pels residus de la producció d'energia, químics o en forma de radiació. A partir d'aquests estudis es va determinar que el millor era analitzar el genoma humà complet per tenir-ne una seqüència de referència. La planificació del PGH es va iniciar el 1986 per part del DOE i també, a partir del 1987, pels Instituts Nacionals de Salut (NIH) que, inicialment, van aprovar un pla conjunt per a cinc anys. Formalment, el Projecte Genoma humà va començar l'1 d'octubre del 1990.

## Progrés del Projecte
El projecte, dotat amb 3.000 milions de dòlars, tenia previst completar-se en 15 anys, però gràcies a l'àmplia col·laboració internacional dels vint centres, en sis països, que formaven el Consorci Internacional, així com els avenços en el camp de la genòmica (especialment, l'anàlisi de seqüenciació) i en el camp de la tecnologia informàtica es pogués escurçar el termini.
En paral·lel va anar avançant una iniciativa privada per part de Celera Genomics Corporation utilitzant unes tècniques diferents. L'any 2000 el Consorci internacional ja tenia a punt un esborrany de seqüència cobrint més del 90% del genoma humà. El projecte públic internacional i el privat, després d'abandonar la pugna que mantingueren durant un temps, van decidir fer un anunci conjunt del progrés. La cerimònia va ser el 26 de juny del 2000, en una roda de premsa des de la Casa Blanca, i connexió via satèl·lit amb Downing Street, amb Bill Clinton i Tony Blair, els protagonistes polítics, i Francis Collins i Craig Venter, els caps científics del Consorci i de Celera. Els resultats del Consorci Internacional es van publicar en el número 409 de la revista Nature, el 15 de febrer del 2001, i els de Celera en el número 291 de Science, el 16 de febrer. Aleshores la xifra de gens se situava en uns 30.000-35.000, força per sota de la inicialment prevista.
El resultat complet, una seqüència de referència que cobreix un 99% de les regions del genoma humà que tenen gens, es va fer públic el 14 d'abril del 2003, dos anys abans del que estava previst. La xifra de gens quedava reduïda a 20.000-25.000 i la publicació detallada va aparèixer en el número 431 de Nature.

## Objectius
El Genoma humà és la seqüència completa d'ADN d'un ésser humà. Està dividit en 24 fragments/trossos, i llur condensació està altament organitzada conforme als 23 cromosomes diferents de l'espècie humana (22 autosomes + 1 parell de cromosomes sexuals: X i Y, en els homes, o X i X, en les dones). El genoma humà està compost aproximadament per un nombre de gens diferents que va dels 25.000 als 30.000: uns són gens reguladors, d'altres codifiquen proteïnes i n'hi ha molts dels quals se'n desconeix la funció.
El Projecte del Genoma Humà (PGH) comprèn dues línies d'investigació:
- Seqüenciació: Consisteix a desvetllar la posició de tots els nucleòtids del genoma (disposició de les bases nitrogenades de l'ADN)
- Elaboració del Mapa Genètic: es tracta de localitzar tots els gens en el seu cromosoma corresponent.

### Identificació dels gens del genoma humà
El genoma humà està compost per uns 30.000 gens dividit en els diversos cromosomes.
Aquesta xifra s'assembla molt a la hipòtesi del projecte, formulada l'any 2000, ja que en aquesta es van xifrar uns 26.000-38.000 possibles gens.

### Creació de noves tècniques biotecnològiques
La creació del PGH ha promogut el desenvolupament de noves tecnologies que permeten entre altres coses, l'anàlisi més eficient de les dades obtingudes o de tècniques per ampliar la quantitat de material genètic disponible com la de Reacció en Cadena de la Polimerasa (PCR)

## Mètodes d'estudi
Hi ha dos tècniques d'estudi de la cartografia genètica principal.
- El lligament: que intenta esbrinar l'ordre dels gens.
- La cartografia física: que s'encarrega d'estudiar la distància entre els gens a l'interior del cromosoma.

Les dues tècniques utilitzen els anomenats marcadors genètics.
Thomas Hunt Morgan va desenvolupar durant la dècada del 1900 la cartografia de lligaments en estudiar la freqüència amb la qual es manifestaven certs caràcters de la mosca de la fruita.
Gràcies a això es va arribar a la conclusió que hi ha caràcters que estan vinculats a diversos gens, que a la vegada poden estar en diferents cromosomes.
En el cas dels humans, els mapes de lligament s'han estudiat a partir de l'anàlisi de pautes d'herència de famílies extenses. En un principi els caràcters estúdiats eren físics, per la seva facilitat de reconèixer-los, però l'avanç de la tecnologia permet fer mapes de lligament de pràcticament qualsevol gen.
La cartografia física permet mesurar la distància real entre dos punts d'un cromosoma. Per aconseguir-ho és necessari fragmentar l'ADN dels cromosomes aleatòriament, tot seguit s'han de fer moltes rèpliques d'aquest material genètic mitjançant la tècnica de la PCR.
Aquests fragments duplicats permeten determinar l'ordre i la seqüència de les marques dels diferents nuclèotids.
El PGH, però, utilitza un mètode creat per Frederick Sanger, que consisteix en la rèplica de fragments específics d'ADN identificables gràcies a la utilització de marcadors de fluorescència.
En resum, podem dir que per conèixer amb detall els nucleòtids d'un gen, primer hem de duplicar moltes vegades el material genètic, trencar les cadenes d'ADN a l'atzar obtenint així fragments de diversa llargada cosa que permet detectar sempre l'últim nuclèotid de cada fragment.

## Importància dels resultats
Tot i que ja es disposa d'una quantitat ingent d'informació sobre el genoma humà, la interpretació d'aquesta informació està en les seves etapes inicials.
A mesura que la comunitat científica vagi interpretant aquests resultats, s'obtendrà una informació molt valuosa per detectar la predisposició a certes malalties (com ara el càncer de mama), així com el seu tractament. A més, permet realitzar diagnòstics presimptomàtics i prenatals (en aquest últim cas, mitjançant la tècnica de l'amniocentesi).
El projecte de Diversitat del Genoma Humà (derivat del PGH) pretén comparar l'ADN de diversos grups ètnics per tal d'esbrinar els motius pels quals una determinada població es mostra més resistent (o menys) a una determinada malaltia.
El mapa del genoma humà també té una importància capital en estudis d'evolució. La comparació de similituds entre seqüències d'ADN de diferents espècies ajuda a detectar avantpassats comuns de diverses espècies, i per tant, esbrinar els diversos camins evolutius que s'han seguit.

## Problemes ètics
Tot i que els avantatges originats a partir del PGH són molts, inevitablement han sorgit diversos conflictes ètics, en part originats per grups conservadors i religiosos.
Un dels casos que ha creat més controvèrsia és la possibilitat que els pares puguin avortar en detectar que el fetus pateix una malaltia genètica (com la Fibrosi quística) en els primers dies d'aquest.
També genera molta polèmica tot el que fa referència a la patent de gens.
Empreses privades que han descobert la seqüenciació d'alguns gens han patentat aquesta informació. Aquestes empreses defensen que han realitzat fortes inversions per a fer aquests descobriments i, per tant, tenen dret a obtenir-ne beneficis, mentre que els detractors defensen la informació del material genètic, és informació biològica implícita en tots els éssers vius, i que per tant no és patentable.
El Projecte del Genoma Humà ha desenvolupat el ELSI (programa ètic, legal i social, per les seves sigles en anglès) que té com a funció supervisar aquests problemes ètics.

### Declaració Universal sobre el Genoma Humà i els Drets Humans
L'any 1997, la UNESCO va redactar la "Declaració Universal sobre el Genoma Humà i els Drets Humans" amb el següent pròleg:
la Declaració Universal sobre el Genoma Humà i els Drets Humans, aprovada l'11 de novembre de 1997 per la Conferència general en la seva 29ª reunió per unanimitat i per aclamació, constitueix el primer instrument universal en el camp de la biologia. El mèrit indiscutible d'aquest text radica en l'equilibri que estableix entre la garantia del respecte dels drets i llibertats fonamentals, i la necessitat de garantir la llibertat d'investigació.
Aquesta declaració està composta per 25 articles dividits en 7 àrees:
1. La dignitat humana i el genoma humà: estableix la base de la declaració i el seu objecte, el ser humà i el genoma humà.
2. Drets de les persones interessades: presenta els drets de les persones com a portadores d'aquests gens, i les seves conseqüències socials.
3. Investigacions sobre el genoma humà: Tracta la imposició de la dignitat humana sobre qualsevol tipus d'investigació relativa al genoma, el dret de totes les persones a tenir accés als progressos de la biologia i a l'orientació de la investigació en el camp de la biologia, genètica i medecina per obtenir un alleujament sobre el patiment i una millora de la salut individual i col·lectiva.
4. Condicions de l'exercici de l'activitat científica: Atorga als estats membres les competències de regular les activitats relacionades amb aquests tipus d'investigacions.
5. Solidaritat i cooperació internacional: Dictamina que els estats membres han de cooperar entre si per desenvolupar de manera eficient el coneixement sobre el genoma humà.
6. Foment dels principis de la Declaració: Impulsar entre els membres de la UNESCO a fomentar i estendre els principis de la declaració, i comprometre's a permetre la llibertat d'expressió dels corrents socioculturals, religiosos o filosòfics.
7. Aplicació de la declaració: Obliga els estats membres a sotmetre's als articles de la declaració.